# Tapanuli-Orang-Utan
Der Tapanuli-Orang-Utan (Pongo tapanuliensis) ist eine Menschenaffenart. Zusammen mit dem Sumatra-Orang-Utan und dem Borneo-Orang-Utan bildet er die Gattung der Orang-Utans. Er unterscheidet sich phänotypisch hauptsächlich durch seine Kopfform von den anderen Sumatra-Orang-Utans. Die Art lebt in einem eng begrenzten Verbreitungsgebiet, das ein Waldareal südlich des Tobasees auf der Insel Sumatra umfasst. Ursprünglich wurde die dortige Population dem Sumatra-Orang-Utan zugewiesen, eine Untersuchung aus dem Jahr 2017 sprach ihr jedoch einen eigenen Artstatus zu.

## Merkmale

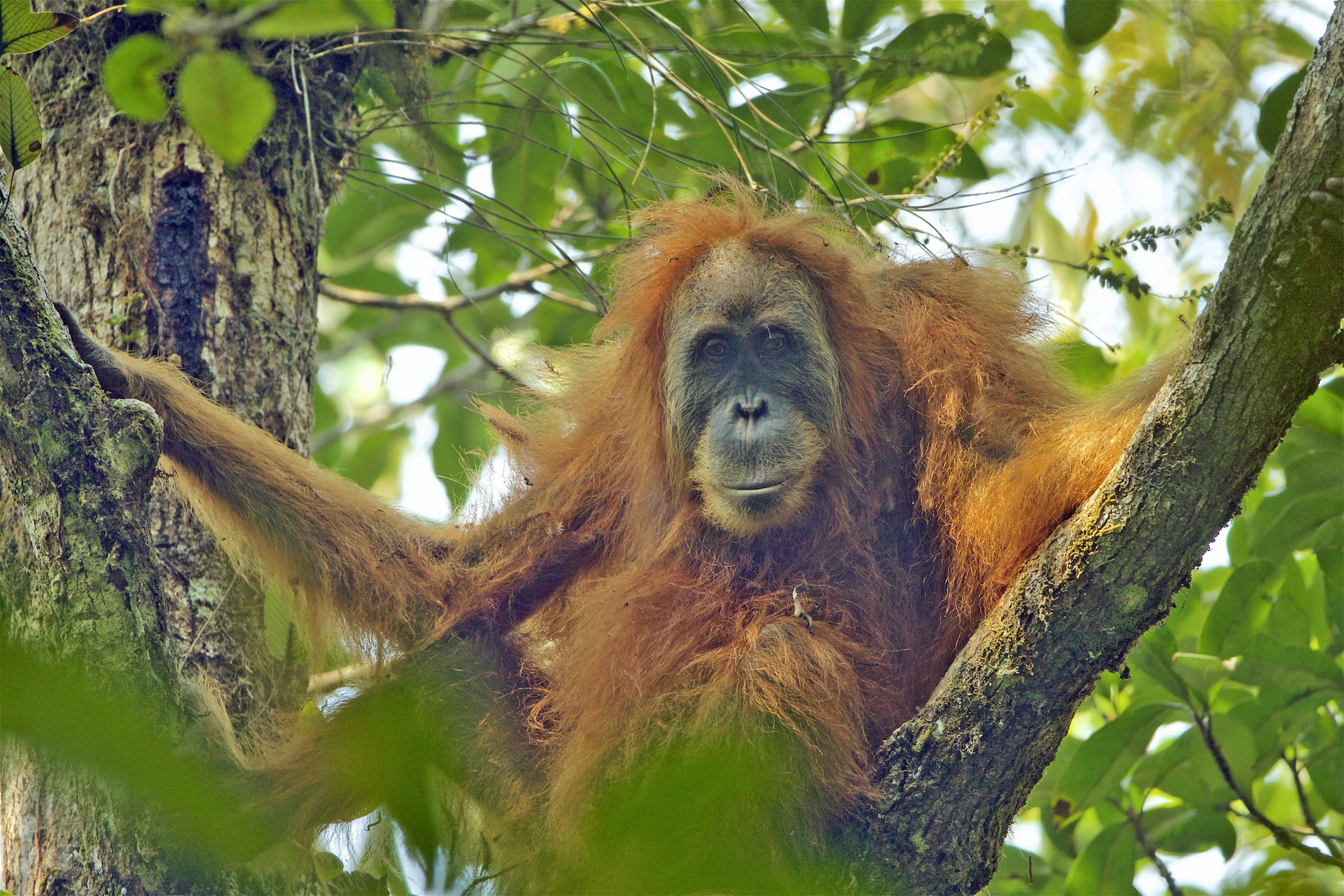
Weiblicher Tapanuli-Orang-Utan

Der Tapanuli-Orang-Utan ähnelt in seiner Körperform und dem zimtbraunen Fell stärker dem Sumatra-Orang-Utan (Pongo abelii) als dem Borneo-Orang-Utan (Pongo pygmaeus). Die Haare sind aber krauser im Gegensatz zu den sehr lockeren Haaren des Sumatra-Orang-Utans. Dominante Männchen besitzen einen auffälligen Bart und flache Wangenwülste, die mit flaumigem Haar bedeckt sind. Bei älteren Männchen ähneln die Wangenwülste eher denen des Borneo-Orang-Utans. Im Gegensatz zu letzteren haben Weibchen des Tapanuli-Orang-Utans ebenfalls Bärte.
Weitere Unterschiede finden sich vor allem in den Schädelmerkmalen. Der Schädel ist insgesamt kleiner als der der anderen Orang-Utans. Er fällt durch seine geringere Höhe des Rostrums auf. Des Weiteren ist der obere Eckzahn breiter, die obere Reihe der Schneidezähne enger und ebenso der Gaumen auf Höhe des ersten Molaren schmaler. Am Unterkiefer sind sowohl die Symphyse als auch der aufsteigende Ast kürzer gestaltet. Im Vergleich zum Sumatra-Orang-Utan sind die Augenfenster schmaler, außerdem ist das Hinterhauptsloch kleiner und die Unterkieferschneidezähne stehen enger. Neben den anatomischen Merkmalen bestehen auch Abweichungen im Verhalten. So erreichen die Rufe der Männchen mit 800 Hz eine höhere Frequenz als beim Sumatra-Orang-Utan und mit mehr als 111 Sekunden eine längere Dauer als beim Borneo-Orang-Utan.

## Verbreitung

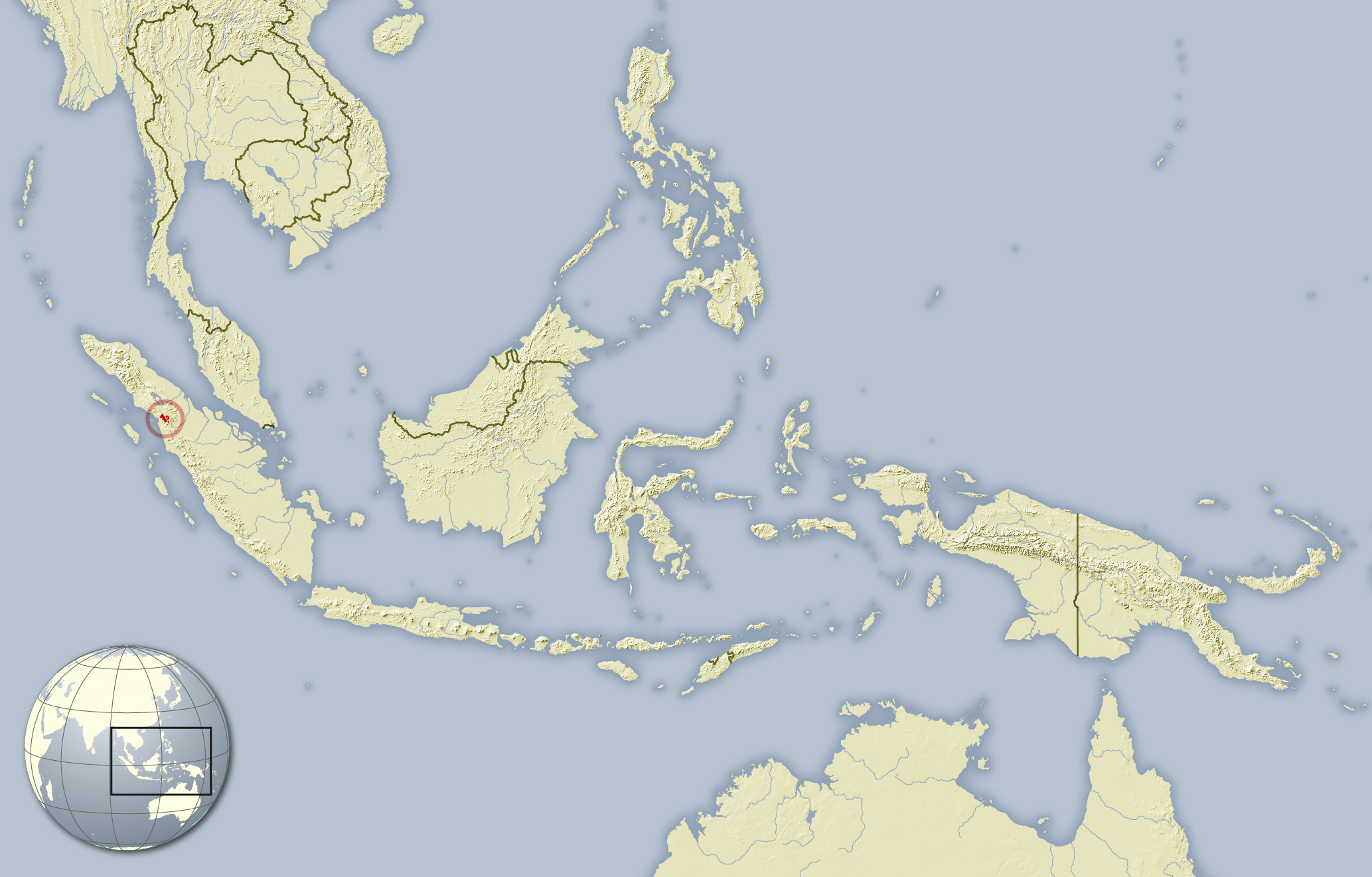
Verbreitungsgebiet des Tapanuli-Orang-Utans

Der Tapanuli-Orang-Utan lebt endemisch im nördlichen Teil der zu Indonesien gehörenden Insel Sumatra. Dort kommt er im Batang-Toru-Wald im Grenzgebiet der Regierungsbezirke Tapanuli Selatan, Tapanuli Tengah und Tapanuli Utara in der Provinz Nordsumatra vor. Der Batang-Toru-Wald bildet ein geschlossenes Waldgebiet, das lediglich durch den Fluss Batang Toru und ein Seitental zerschnitten wird. Es erstreckt sich über Höhenlagen von 150 bis 1800 m, teilweise herrschen sehr steile Hanglagen vor. Die dominierenden Pflanzenfamilien stellen Sapotengewächse, Myrtengewächse und Lorbeergewächse dar. Das gesamte Verbreitungsgebiet des Tapanuli-Orang-Utans in dem Waldgebiet wird auf eine Fläche von rund 1000 km² geschätzt. Die Tiere sind auf niedrige bis mittelhohe Gebirgslagen von 300 bis 1300 m über dem Meeresspiegel beschränkt. Die Population umfasst möglicherweise nicht mehr als 800 Individuen, eine Schätzung aus dem Jahr 2012 kommt auf insgesamt 550 Tiere mit einer Dichte von 0,23 Individuen je Quadratkilometer. Die höchste Individuendichte wird in primären Regenwäldern erreicht, Tiere treten aber auch an Waldrändern und in Wäldern gemischt mit Agrarflächen auf. Ursprünglich kam die Art wahrscheinlich auch weiter südlich und westlich vor, Beobachtungen sind aber eher anekdotischer Natur. Die südliche Verbreitungsgrenze des Sumatra-Orang-Utans liegt etwa 100 km weiter nördlich.

## Lebensweise
Der Tapanuli-Orang-Utan kommt im Vergleich zum Sumatra-Orang-Utan in durchschnittlich höheren Gebirgslagen mit kühleren mittleren Jahrestemperaturen und geringeren Jahresniederschlägen vor. Er lebt in Wäldern, die auf jungen magmatischen Gesteinen wachsen. In diesen ernährt er sich von einer Anzahl von Pflanzen, die bei anderen Orang-Utan-Populationen bisher nicht belegt sind. Dazu gehören unter anderem Agathis borneensis aus der Familie der Araukariengewächse, Gymnostoma sumatranum aus der Familie der Kasuarinengewächse sowie verschiedene Steineibengewächse wie Dacrycarpus imbricatus, Dacrydium beccarii und Podocarpus neriifolius. Die genannten Pflanzen wurden von den Tieren bei rund 22 % aller Beobachtungen verzehrt. Dadurch ist die Ernährungsweise des Tapanuli-Orang-Utans stark abweichend von der seiner Verwandten.

## Systematik
Der Tapanuli-Orang-Utan ist eine Art aus der Gattung der Orang-Utans (Pongo) in der Familie der Menschenaffen (Hominidae). Die Gattung enthält weiterhin noch den Sumatra-Orang-Utan (Pongo abelii) und den Borneo-Orang-Utan (Pongo pygmaeus). Genetischen Analysen zufolge trennten sich die Orang-Utans auf Sumatra bereits im Pliozän vor etwa 3,38 Millionen Jahren in zwei Gruppen auf: eine nördliche, die zum Sumatra-Orang-Utan führte, und eine südliche. Es wird daher angenommen, dass die nördliche Gruppe am Tobasee die stammesgeschichtlich ursprünglichsten Orang-Utans bilden. Zwischen den beiden Gruppen bestand noch ein geringer Genfluss, der auf 0,3 bis 0,9 Individuen je Generation geschätzt wird. Der Genfluss brach dann zu Beginn des Jungpleistozäns weitgehend zusammen, was die Forscher auf den Ausbruch des Toba-Supervulkans vor etwa 73.000 Jahren zurückführen. Beide Populationen sind seit etwa 10.000 bis 20.000 Jahren vollständig voneinander isoliert. Der Borneo-Orang-Utan spaltete sich im Mittelpleistozän vor rund 674.000 Jahren von der gemeinsamen Linie mit dem Tapanuli-Orang-Utan ab (zu jener Zeit bestand das Sundaland als Landbrücke zwischen Sumatra und Borneo).
Die wissenschaftliche Erstbeschreibung des Tapanuli-Orang-Utan erfolgte im Jahr 2017 durch ein Forscherteam um Anton Nurcahyo. Als Holotyp stand das vollständige Skelett eines ausgewachsenen männlichen Tieres zur Verfügung. Es stammt aus dem Batang-Toru-Wald in der Nähe der Ortschaft Sugi Tonga im Regierungsbezirk Tapanuli Seletan, die Art wurde nach der Region Tapanuli benannt. Das Tier war im November 2013 von örtlichen Dorfbewohnern erlegt worden. Der Beschreibung der neuen Art gingen rund 20 Jahre Forschungsarbeit voraus. Bereits 1997 besuchte einer der Mitautoren, Erik Meijaard, die Waldregion, um Berichten über Menschenaffen aus der Zeit des Übergangs vom 19. zum 20. Jahrhundert nachzugehen; diese lag nach damaliger Meinung der Forscher außerhalb des Verbreitungsgebietes der Orang-Utans. Nach dieser Entdeckung der südlichen Population von Orang-Utans auf Sumatra kam es in der Folgezeit zu weiteren Sichtungen. Daraufhin wurde im Jahr 2005 ein Untersuchungsprogramm initiiert. Spätere genetische Untersuchungen zeigten, dass die Orang-Utans von Sumatra keine monophyletische Gruppe bilden, da die Tiere des Batang-Toru-Waldes näher zum Borneo- als zum Sumatra-Orang-Utan standen.

## Gefährdung
Die Art kann aufgrund mehrerer Faktoren als stark gefährdet angesehen werden: Die Population umfasst nur 800 Individuen auf einem eng begrenzten Gebiet von rund 1000 km². Der Lebensraum wird durch den Bau eines Damms mit einer Staufläche von rund 100 km² weiter eingeschränkt, im Grenzgebiet bestehen des Weiteren Goldminen. Ein Großteil des Batang-Toru-Waldes steht unter Schutz, allerdings werden im Randgebiet gelegentlich Tiere gejagt und Holz gefällt. Die IUCN führt den Tapanuli-Orang-Utan daher seit Dezember 2017 in der Kategorie „vom Aussterben bedroht“ (Critically endangered).